# الأزمة المالية القبرصية (2012-2013)

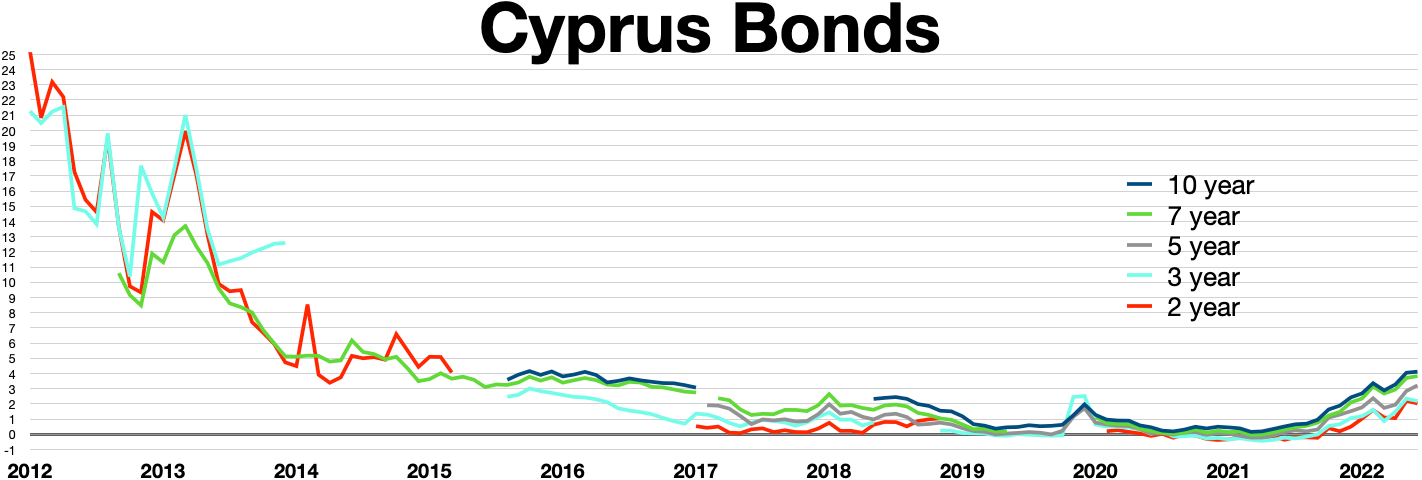
السندات القبرصية
10 سنوات
7 سنوات
5 سنوات
3 سنوات
2 سنة

الأزمة المالية القبرصية 2012-2013 هي أزمة مالية في جمهورية قبرص بسبب تعرض البنوك القبرصية لشركات العقارات المحلية عالية المديونية وأزمة الدين الحكومي اليوناني وخفض التصنيف الائتماني لسندات الحكومة القبرصية إلى تصنيف لاقيمة لها أو خردة من وكالات التصنيف الائتماني، وما ترتب على ذلك من عدم القدرة على سداد دين نفقات الدولة في الأسواق الدولية وإحجام الحكومة عن إعادة هيكلة القطاع المالي القبرصي المضطرب.
في 25 مارس 2013 تم الإعلان عن خطة إنقاذ مالية دولية بقيمة 10 مليار يورو من مجموعة اليورو والمفوضية الأوروبية والبنك المركزي الأوروبي وصندوق النقد الدولي، مقابل موافقة قبرص على إغلاق ثاني أكبر بنك في البلاد: البنك الشعبي القبرصي (المعروف أيضًا باسم Laiki Bank)، وبفرض ضريبة ودائع بنكية لمرة واحدة على جميع الودائع غير المؤمن عليها هناك، ويحتمل أن يستولي على حوالي 48٪ من الودائع غير المؤمن عليها في بنك قبرص (أكبر مصرف تجاري في الجزيرة). نسبة قليلة منها كانت لمواطنين من جنسيات أخرى (وكثير منهم من روسيا)، الذين فضلوا البنوك القبرصية بسبب اهتمامها العالي على ودائع الحسابات المصرفية وضريبة الشركات المنخفضة نسبيًا وسهولة الوصول إلى باقي القطاع المصرفي الأوروبي. نتج عن ذلك تلميحات عديدة من قبل وسائل الإعلام الأمريكية والأوروبية صورت قبرص بأنها "ملاذ ضريبي"، وذكرت أن قروض الإنقاذ المرتقبة هي مخصصة لحفظ حسابات المودعين الروس. لم تتأثر الودائع المؤمنة بقيمة 100,000 يورو أو أقل، على الرغم من مصادرة 47.5 ٪ من جميع الودائع المصرفية التي تزيد عن 100,000 يورو.
تم تجميد ما يقرب من ثلث أموال بنك روسيا (1 مليار دولار) في حسابات قبرصية خلال تلك الأزمة.

## الإطار العام

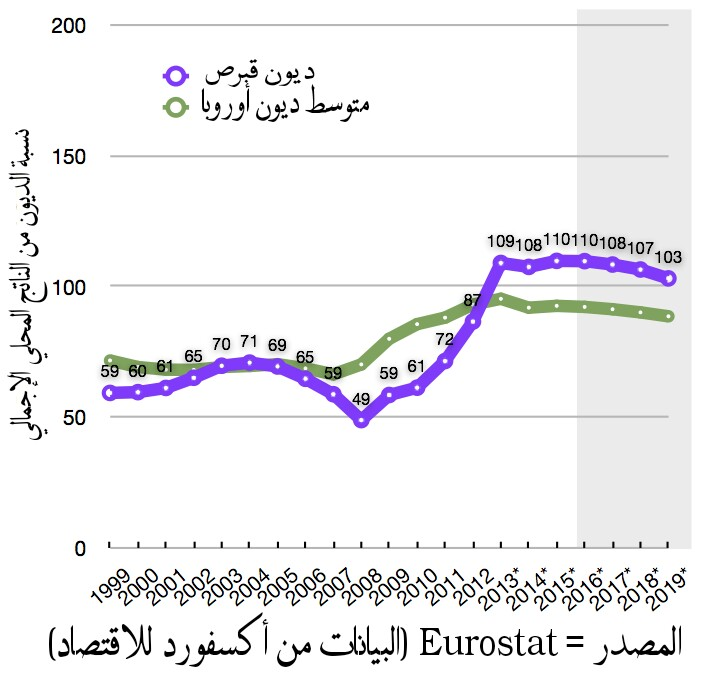
مقارنة ديون قبرص بالمعدل في منطقة اليورو منذ 1999.

أدت أزمة الرهن العقاري في الولايات المتحدة في 2007-2008 إلى تأثير الدومينو من النتائج السلبية في الاقتصاد العالمي ومن ضمنها الاتحاد الأوروبي. دخل الاقتصاد القبرصي في حالة ركود سنة 2009، حيث انكمش الاقتصاد بنسبة 1.67٪، مع انخفاض كبير في قطاعي السياحة والشحن مما تسبب في ارتفاع معدل البطالة. كان النمو الاقتصادي بين 2010 و 2012 ضعيفًا وفشل في الوصول إلى مستويات ما قبل سنة 2009. وانخفضت قيمة العقارات التجارية بنحو 30٪. ارتفعت القروض المتعثرة إلى 6.1٪ في 2011، فازداد الضغط على النظام المصرفي. مع عدد سكان صغير واقتصاد متواضع، كان لدى قبرص صناعة مصرفية خارجية كبيرة. بالمقارنة مع الناتج المحلي الإجمالي الاسمي البالغ 19.5 مليار يورو (24 مليار دولار)، جمعت البنوك 22 مليار يورو من ديون القطاع الخاص اليوناني مع ودائع بنكية بقيمة 120 مليار دولار، ومنها 60 مليار دولار من الشركات الروسية. ويمتلك الأوليغارشي الروسي دميتري ربولوفليف 10٪ من أسهم بنك قبرص.
تعرضت البنوك القبرصية لأول مرة لضغوط مالية شديدة مع ارتفاع نسب الديون المعدومة. اعترف الرئيس التنفيذي السابق لشركة Laiki إفثيميوس بولوتاس بأن بنكه ربما كان معسراً منذ 2008، أي حتى قبل دخول قبرص إلى منطقة اليورو. ثم تعرضت البنوك لخفض سعرها بنسبة تزيد عن 50٪ في 2011، أثناء أزمة ديون الحكومة اليونانية، مما أدى إلى مخاوف من انهيار البنوك القبرصية. فلما لم تستطع الدولة القبرصية من جمع السيولة من الأسواق لدعم قطاعها المالي، طلبت خطة إنقاذ من الاتحاد الأوروبي.
كان التقدم في الإصلاحات المالية والهيكلية بطيئا. بعد الانفجار العرضي الخطير في يوليو 2011 في قاعدة إيفانجيلوس فلوراكيس البحرية خفضت وكالات التصنيف الائتماني الرئيسية تصنيف البلاد في سبتمبر. وارتفعت عائدات السندات طويلة الأجل إلى أكثر من 12٪ وكان هناك قلق من أن البلاد لن تكون قادرة على تحقيق الاستقرار في بنوكها.

## قرض الطوارئ (2012)
في يناير 2012 اعتمدت قبرص على قرض طوارئ بقيمة 2.5 مليار يورو (3.236 مليار دولار أمريكي) من روسيا لتغطية عجز ميزانيتها وإعادة تمويل الديون المستحقة السداد. كان معدل الفائدة على القرض 4.5٪، مع عدم وجود تقسيط / سداد حتى تاريخ استحقاقه بعد 4.5 سنوات، ولا عقوبة إذا تأخر السداد في ذلك الوقت لأن قبرص لا تزال تفتقر إلى الوصول إلى أسواق التمويل العادية. كان من المتوقع أن يغطي القرض المستلم جميع عمليات إعادة تمويل الدين الحكومي المستحق، والمبلغ المطلوب لتغطية عجز الميزانية الحكومية حتى الربع الأول من 2013. لكن القرض المستلم لم يتضمن أي أموال لإعادة رسملة القطاع المالي القبرصي. بالنظر إلى المستقبل، كان من المتوقع عمومًا أن تحتاج قبرص إلى التقدم بطلب للحصول على قرض إنقاذ إضافي.

## الانتقادات
- رسمت عضو البرلمان الأيرلندي نسا تشايلدرز ابنة الرئيس السابق للبلاد أرسكين هاميلتون تشايلدرز صورة قاتمة. ووصفت جهود الاتحاد الأوروبي وصندوق النقد الدولي بأنها «فوضى غير كفؤة» وقالت إن منطقة اليورو تعرضت لمزيد من عدم الاستقرار نتيجة لذلك.[23]
- وصفت مجلة الإيكونوميست في مدونتها "شومبيتر" عملية إنقاذ قبرص بأنها «غير عادلة وقصيرة النظر ومهزومة للذات».[24] وذكر المقال على وجه التحديد:

الصفقة القبرصية ليس لها تماسك في السياق الأوسع. فقد تعطلت أزمة اليورو مؤقتًا منذ بضعة أشهر، والسبب القوي في ذلك يعود إلى استعداد البنك المركزي الأوروبي للتدخل لمساعدة البلدان المتعثرة. ولكن ثمن المساعدة لتلك البلدان هو الإصرار على دخولها في برنامج الإنقاذ. لقد ارتفع السعر السياسي للدخول في برنامج ما، لذا تبدو شبكة أمان البنك المركزي الأوروبي أرق قليلاً. ويبدو أن عملية الإنقاذ تبعد أوروبا بعيدًا عن الإصلاحات المؤسسية اللازمة لحل الأزمة بشكل نهائي. وتواصل منطقة اليورو مساواة عمليات إنقاذ البنوك بعمليات الإنقاذ السيادي، بدلاً من استخدام آلية الاستقرار الأوروبية لإعادة رسملة البنوك لإضعاف الصلة بين البنوك وحكوماتها. فيما يتعلق بتبادل الديون، بعد الخسائر العالية على المودعين المحليين يمكن القول إن قيمة الدعم من باقي أوروبا أصبح الآن أكثر تكلفة مما كان عليه في أي وقت مضى.
- كتب الدكتور جيفري ستايسي في صحيفة دير شبيغل الألمانية تحت عنوان «خطأ فادح: كيف تضر صفقة قبرص بالمصالح الإستراتيجية للاتحاد الأوروبي»:[25]

من الناحية الاستراتيجية، لم يؤذ الاتحاد الأوروبي نفسه وقبرص فحسب، بل وأضر أيضًا بمصالح الولايات المتحدة وحلفاء آخرين في الغرب. دفعت أوروبا قبرص مباشرة إلى أحضان الحكومة الروسية. لم يؤذي هذا فقط احتمالات الصفقة الخاصة به، ولكنه أعطى نفوذاً لموسكو في هذه العملية. لكن الأهم من ذلك أنه من خلال إجباره الرئيس القبرصي نيكوس أناستاسيادس بين صخرة ضريبة مصرفية قسرية وصعوبة طلب المساعدة من موسكو، قوضه الاتحاد الأوروبي بشكل خطير محليًا على وجه التحديد عندما كان الغرب على وشك جني الفوائد على المدى الطويل من آخر رئيس قبرصي مؤيد للغرب، وهو أمر ضروري للغاية للتغلب على العلاقات المتوترة مع تركيا التي تستمر في تقويض علاقات الناتو مع الاتحاد الأوروبي وعلاقات الناتو والاتحاد الأوروبي ضد الولايات المتحدة. وفوق كل ذلك فإن اتفاق سلام على غرار خطة أنان لحل نهائي للانقسام القبرصي البالغ من العمر 40 عامًا - والذي تحسنت آفاقه مع انتخاب أناستاسيادس - قد أدى إلى تضاؤل آفاقه.
- وعلق ريتشارد وولف الاقتصادي الماركسي الأمريكي في مقابلة بخصوص اتفاقية إنقاذ قبرص على النحو التالي:[26]

هذا ابتزاز. هذا هو بالأساس ما يجب على مسئولي البنوك والقادة السياسيين بالذهاب إلى الجماهير وأن يقولوا لهم: «هذه الصفقة الفظيعة التي تجعل من لا علاقة له بالأزمة ولم يحصل على أي خطة إنقاذ، أن يدفع تكاليف الأزمة والإنقاذ. يجب أن تفعل هذا، لأنك إذا لم تفعل فسوف نلحق المزيد من الضرر بك ولاقتصادك. لذا أعطنا ودائعك وأموالك، وادفع المزيد من الضرائب، ونعاني من برامج اجتماعية أقل لأنك إذا لم تفعل، فسوف نفرض عليك ما هو أسوأ». إنها الفكرة الأساسية للتقشف في جميع المجالات وفي بلدنا أيضًا. وأعتقد أنها مواجهة نظام لا يعمل مع جماهير الشعب ، قائلاً: «نحن نهوي وسنأخذك معنا، ما لم تنقذنا».

## ردود الفعل المحلية

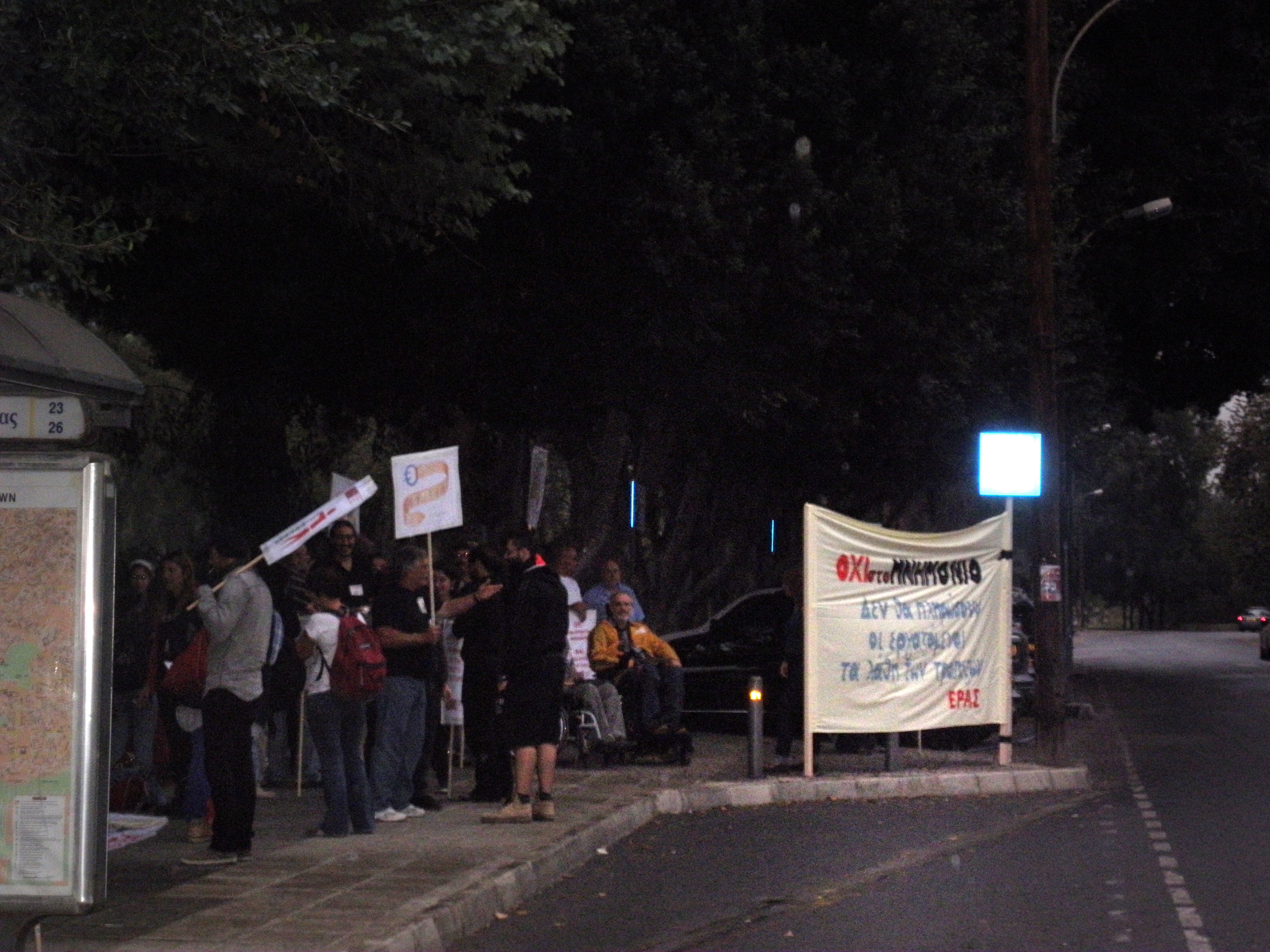
أعضاء ERAS خارج مجلس النواب في نيقوسيا

شهدت قبرص عددًا من التأثيرات وردود الفعل تجاه إجراءات التقشف في خطة الإنقاذ. ففي 8 نوفمبر 2012 نظمت لجنة تجمع اليسار الراديكالي المتطرف القبرصي (ERAS) أول احتجاج ضد التقشف بينما كانت مفاوضات الترويكا لا تزال جارية. وتجمع محتجون خارج مجلس النواب رافعين لافتات ورددوا هتافات مناهضة للتقشف. ووزعت خلال الاحتجاج مناشير بمقترحات بديلة للاقتصاد، تتضمن مقترحات من بينها تأميم البنوك وتقليل القوات المسلحة وتجميد ميزانيتها، وزيادة ضريبة الشركات. كما شارك في الاحتجاج أعضاء من اليسار الأممي الجديد (NEDA).
وفي 14 نوفمبر نظمت NEDA احتجاجًا ضد التقشف خارج وزارة المالية في نيقوسيا مع تحالف لها ضد المذكرة. وفي الاحتجاج وزعت NEDA منشورات أعربت عن رأي مفاده أن "الاتحاد الأوروبي يحاول تحميل العمال بالديون الناجمة عن انهيار المصرفيين" وأنه "إذا حدث ذلك فإن الاقتصاد القبرصي ومستقبل الأجيال الجديدة سوف ثم يتم رهنها للمستثمرين المحليين والأجانب والمصرفيين الربويين".
واحتج المعلمون المتعاقدون أمام مجلس النواب في 29 نوفمبر ضد إجراءات التقشف التي من شأنها أن تترك 992 منهم بدون عمل في العام المقبل. اقتحم المعلمون المبنى وتجاوزوا رجال الشرطة ودخلوا قاعة المبنى, حيث صاح الأساتذة ضد البنوك والفقر. ونظم المستثمرون احتجاجًا في صباح يوم 11 ديسمبر خارج مجلس النواب، واقتحموا المجلس مرة أخرى وتجاوزوا الشرطة. وعرقل الاحتجاج مناقشات لجنة الجمارك في مجلس النواب. طُلب من المتظاهرين المغادرة حتى تتمكن اللجنة من مواصلة عملها، وغادر المتظاهرون بعد نصف ساعة.
وجرت عدد من الاحتجاجات في 12 ديسمبر. واحتج أفراد من عائلات كبيرة أمام مجلس النواب ضد التخفيضات في المخصصات التي تقدمها الدولة لدعم العائلات الكبيرة. وألقى المتظاهرون البيض والحجارة على المدخل الرئيسي للمنزل، وحاول عدد من المتظاهرين دخول المبنى، لكن منعتهم قوة الشرطة التي وصلت للتعامل مع الاحتجاج. ووردت أنباء عن إغماء سيدة خلال الحادث. صاح المتظاهرون مطالبين النواب بالخروج لكن لم يردوا.
وانضم إلى المتظاهرين أعضاء من KISOA (الاتحاد القبرصي لمنظمات المعاقين)، الذين ساروا من وزارة المالية إلى مجلس النواب للاحتجاج على تخفيض الإعانات للأشخاص ذوي الإعاقة. في وقت لاحق من اليوم احتج أعضاء من نقابات المعلمين بالمدارس العامة أمام وزارة المالية ضد التخفيضات في الإنفاق على التعليم والتي قد تؤدي إلى فصل المعلمين. ونظمت النقابات احتجاجًا آخر في اليوم التالي بالقرب من مجلس النواب.
ذكرت صحيفة هارافجي اليسارية المتطرفة أنه قبل حظر الودائع المصرفية بقليل، قامت بعض الشركات التابعة لعائلة الرئيس أناستاسيادس بتحويل أكثر من 21 مليون دولار خارج قبرص. وقد نفى أناستاسيادس تلك المزاعم. كما تم إلغاء عدد من القروض الممنوحة لأعضاء الأحزاب السياسية أو مسؤولي الإدارة العامة كليًا أو جزئيًا.

## المودعون المصرفيون من خارج الاتحاد الأوروبي
أما المستثمرون غير المقيمين الذين لديهم ودائع قبل 15 مارس 2013 عندما تمت صياغة خطة فرض الخسائر على المودعين لأول مرة، وممن فقد ما لا يقل عن 3,000,000 يورو، سيكون مؤهلًا بطلب الحصول على الجنسية القبرصية. ويتم مراجعة برنامج "الجنسية عن طريق الاستثمار" الحالي في قبرص لتقليل المبلغ المطلوب من 10 ملايين يورو إلى 3 ملايين يورو. قال الرئيس أناستاسيادس في خطاب موجه إلى رجال الأعمال الروس في مدينة ليماسول الساحلية سنة 2013: سيتم تنفيذ تلك هذه القرارات بسرعة. وقال إن هناك إجراءات أخرى قيد الدراسة، مثل تقديم حوافز ضريبية للشركات القائمة أو الجديدة التي تمارس نشاطًا تجاريًا في قبرص.

## استثمار متعثر
جذبت الودائع المجمدة في البنوك القبرصية اهتمام المستثمرين والوسطاء المتخصصين في الأصول المتعثرة. ومن بين الشركات التي ورد أنها تتعامل في ديون البنوك القبرصية، شركة Exito Partners ومقرها لندن (المعروفة سابقًا باسم Éxito Capital) وصندوق التقاضي العقاب الأسود (Black Eagle Litigation Fund) الذي يتخذ من سويسرا مقراً له.

## التحليلات
عزا فريق مكون من 16 اقتصاديًا قبرصيًا، نظمته مجموعة المواطنين إليوثريا (الحرية)، الأزمة إلى تراجع القدرة التنافسية وزيادة الدين العام والخاص ، الذي تفاقم بسبب الأزمة المصرفية.